# A Day without Rain
A Day Without Rain (Un día sin lluvia) es el nombre del cuarto álbum de la cantante irlandesa Enya. Fue sacado a la venta a finales de noviembre de 2000. Ganó el Premio Grammy para el "Mejor Álbum New Age" de 2002. Es conocido por la canción "Only Time" que alcanzó un gran éxito en el 2000, y de nuevo en 2001 por su identificación con los atentados del 11 de septiembre, a través de un uso exhaustivo de ésta en los medios. Aunque aclamado por sus fanes, el álbum ha atraído las críticas por su corta duración, y por tener canciones adicionales en la versión canadiense y japonesa.

## Lista de canciones
1. «A Day Without Rain» - 2:38
2. «Wild Child» - 3:47
3. «Only Time» - 3:38
4. «Tempus Vernum» - 2:24
5. «Deora Ar Mo Chroi» - 2:48
6. «Flora's Secret» - 4:07
7. «Fallen Embers» - 2:31
8. «Silver Inches» - 1:37
9. «Pilgrim» - 3:12
10. «One By One» - 3:56
11. «The First of Autumn»[1] - 3:10
12. «Lazy Days» - 3:42
13. «Isobella»[2] - 4:29

## Traducción al castellano de los títulos
Álbum: A Day Without Rain (Un Día Sin Lluvia)
1. «A Day Without Rain» (Un Día Sin Lluvia)
2. «Wild Child» (Niño Silvestre)
3. «Only Time» (Solamente el Tiempo)
4. «Tempus Vernum» (Tiempo Primaveral)
5. «Deora Ar Mo Chroi» (Lágrimas en mi Corazón)
6. «Flora's Secret» (El Secreto de Flora)
7. «Fallen Embers» (Ascuas Caídas)
8. «Silver Inches» (Pulgadas Plateadas) *Se refiere a la nieve.
9. «Pilgrim» (Peregrino)
10. «One By One» (Una A Una)
11. «The First of Autumn»  (El Primer día de Otoño)
12. «Lazy Days» (Días Relajados)
13. «Isobella» (Isabela)